# Marguerite Drummond
Titres
Reine consort d'Écosse
20 février 1364 – 20 mars 1369
Marguerite Drummond (vers 1340 – vers 1375) était la seconde épouse du roi David II d'Écosse et la fille de Sir Malcolm Drummond (mort vers 1346) et de sa femme Marguerite, née Graham.

## Premières noces
Marguerite épousa en premières noces Sir John Logie, avec qui elle eut un fils, John of Logie,. Après la mort de son époux, elle devint la maîtresse du roi David, lui-même veuf de sa première femme Jeanne d'Angleterre, morte de la peste le 14 août 1362.

## Mariage royal et divorce conflictuel
Marguerite épousa David II d'Écosse à Inchmurdach à Fife le 20 février 1364. Ce mariage permit notamment à Marguerite de faire bénéficier sa famille dans le Strathearn de l'avantage de son statut. Les relations de la reine dans cette région et la perspective qu'elle produise un héritier exacerbèrent les relations entre le roi David II et son héritier présomptif et neveu, Robert II d'Écosse, dont les protestations à l'égard des richesses prodiguées à la famille de la reine lui valurent d'être emprisonné un temps,.
Cependant, le mariage entre David II et Marguerite ne produisait pas d'enfants ce qui, pour le roi déjà sans héritier, constituait un problème politique de taille. Le couple se sépara dès 1368 et le roi divorça pour infertilité le 20 mars 1369.
Afin de conserver sa position, Marguerite se rendit à Avignon auprès du pape Urbain V. Disposant du soutien financier de l'Angleterre, elle fit un appel fructueux auprès du pape pour annuler le divorce qui avait été prononcé contre elle en Écosse, empêchant ainsi le roi d'épouser une autre de ses maîtresses, Agnès Dunbar (en).
Marguerite survécut au roi. Certains auteurs estiment qu'elle était toujours en vie le 31 janvier 1375, tandis que d'autres datent son décès de 1374 et situent son lieu de sépulture à Avignon.